# Herbert Grzybek
Herbert Grzybek (* 15. April 1929) ist ein ehemaliger deutscher Fußballspieler.

## Werdegang
Der Stürmer Herbert Grzybek stand in der Saison 1949/50 im Kader von Arminia Bielefeld. Der Verein spielte in dieser Saison in der seinerzeit erstklassigen Oberliga West. Dort kam Grzybek zu einem Einsatz und blieb dabei ohne Torerfolg. Mit der Arminia stieg Grzybek am Saisonende ab. Es ist nicht bekannt, ob Grzybek den Verein anschließend verließ oder in der Amateurmannschaft der Bielefelder weiterspielte.